# Бролуцизумаб
Бролуцизумаб хуманизовани је моноклонални једноланчани варијабилни фрагмент који везује и инхибира васкуларни ендотелни фактор раста А (ВЕГФ-А),  сигнални протеин који промовише раст нових крвних судова из већ постојећих. 
У офралмологији бролуцизумаб, као једноланчани варијабилни фрагмент са молекулском тежином од 26 кД, везивањем на васкуларни ендотелни фактор раста у оку инхибира активацију рецептора васкуларног ендотела фактора раста и тиме смањује неоваскуларизацију мрежњаче ока.

## Историја
Бролуцизумаб је одобрен од стране Америчке агенција за храну и лекове (ФДА) за лечење неоваскуларне старачке макуларне дегенерације  2019.  године и за лечење дијабетесног макуларног едема 2022. године.
ФДА је одобрила употребу Бролуцизумаб на основу доказа из два клиничка испитивања (Триал 1/ NCT02307682 и Триал 2/NCT02434328) спроведених на 1.459 пацијената, старости 50–97 година, са влажном дегенерацијом макуле. Испитивања су спроведена на 336 локација у Сједињеним Америчким Државама, Канади, Централној и Јужној Америци, европским земљама, Израелу, Турској, Аустралији, Новом Зеланду, Јапану, Јужној Кореји, Сингапуру, Тајвану и Вијетнаму.
Бролуцизумаб је успешно завршио фазу III истраживања код влажне старосне макуларне дегенерације  испуњавајући примарну крајњу тачку ефикасности  у односу на афлиберцепт у средњој промени најбоље кориговане оштрине вида у односу на почетну вредност  до 48. недеље. Штавише, бролуцизумаб је показао супериорност у односу на афлиберцепт у кључним секундарним мерама на крајњим тачкам активности болести код неоваскуларне старачке макуларне дегенерације, као водећи узрок слепила, у две главне студије фазе III.
Новартис је 8. октобра 2019. објавио да је америчка Управа за храну и лекове (ФДА) одобрила ињекцију бролуцизумаба за лечење влажне дегенерације ретине.  Бролуцизумаб је први анти-ВЕГФ одобрен од стране ФДА који нуди и већу резолуцију течности у односу на афлиберцепт и могућност одржавања стања код пацијенат са влажном дегенерацијом макуле након тромесечног интервала дозирања.
Бролуцизумаб је одобрен за употребу у Европској унији у фебруару 2020. године.

## Основне информације о леку
Васкуларни ендотелни фактори раста (ВЕГФ) су породица цитокина који су укључени у процес ангиогенезе. ВЕГФ се везује за своје рецепторе што доводи до пролиферације ендотелних ћелија и раста нових крвних судова из постојеће васкулатуре. Постоји пет главних лиганда у породици васкуларних ендотелних фактора раста: ВЕГФ-А, ВЕГФ-Б, ВЕГФ-Ц, ВЕГФ-Д и ПлГФ (фактор раста плаценте).
ВЕГФ-А је најбоље проучаван члан ове породице и примарни је циљ терапије супресије ВЕГФ-а.  ВЕГФ-А је генетски организован као осам егзона, са девет главних изотипова због идентификованог алтернативног спајања: ВЕГФ 121, ВЕГФ 145, ВЕГФ 148, ВЕГФ 162, ВЕГФ 165, ВЕГФ 165б, ВЕГФ 183, ВЕГФ 189 и ВЕГФ 206. Показало се да је ВЕГФ 165 најзаступљенији изотип и да има моћну улогу у ангиогенези, иако се показало да је изотип ВЕГФ 121 митогенији од ВЕГФ 165.
Постоје три рецептора васкуларног ендотелниог фактора раста: ВЕГФР-1, ВЕГФР-2 и ВЕГФР-3. ВЕГФ-А се везује за ВЕГФР-1 и ВЕГФР-2 да би активирао каскаде трансдукције сигнала које доводе до ангиогенезе, при чему се посебно сматра да је ВЕГФР-2 примарни рецептор одговоран за ВЕГФ сигнализацију у ангиогенези. ВЕГФР-3 се првенствено везује за ВЕГФ-Ц и ВЕГФ-Д и укључен је у лимфангиогенезу..
У оку, нивои васкуларног ендотелног фактора раста се повећавају као одговор на хипоксична стања. Показало се да ВЕГФ-А има централну улогу у неоваскуларним стањима мрежњаче, укључујући влажну дегенерацију макуле повезану са старењем и пролиферативну дијабетесну ретинопатију. Ћелије РПЕ и ткива ретине ослобађају васкуларни ендотелни фактор раста као одговор на метаболички стрес, изазивајући стварање нових крвних судова. Ова неоваскуларизација  се јавља у хороидеи у влажној дегенерације макуле као одговор на хипоксију.

## Фармакологија

### Механизам дејства
Хумани ВЕГФ инхибитор; везује се за 3 главне ВЕГФ-А изоформе (нпр  ВЕГФ110, ВЕГФ121, ВЕГФ165), чиме се спречава интеракција са рецепторима ВЕГФР-1 и ВЕГФР-2.
Инхибицијом ВЕГФ-А, бролуцизумаб потискује пролиферацију ендотелних ћелија, неоваскуларизацију и смањује васкуларну пермеабилност.

### Апсорпција
Време вршне апсорпције плазме: 24 часа.
Максимални ниво у плазми: 49 ng/mL

### Метаболизам
Није у потпуности схваћен; међутим, очекује се да ће слободни бролуцизумаб бити подвргнут метаболизму путем протеолизе.

### Елиминација
Полувреме елиминације лека је  4,4 дана
Излучивање лека није у потпуности окарактерисано; међутим, очекује се да ће слободни бролуцизумаб бити подвргнут циљаној диспозицији и/или пасивном излучивању путем бубрега.

## Дозни облик и количина
Бролуцизумаб као лек испиоручује се у виду ињекционог  раствора за интравитреалну примену у бочици са једном дозом или већ напуњеним шприцом спремним за употребу у дози 6 mg/0,05 mL.

## Индикације
За сада, бролуцизумаб је само одобрен од ФДА за лечење неоваскуларне (влажне) макуларне дегенерације повезане са старењем и шећерном болешћу, почев од  октобра 2019. године и тренутно је једини одобрени једноланчани фрагмент антитела. 
У јуну 2020. године, ФДА је ажурирала индикације и обухватила и нежељене догађаје као што су васкулитис мрежњаче и оклузија крвних судова мрежњаче.
Бролуцизумаб је тренутно у претклиничком развоју за употребу код Капошијевог саркома и глиобластома под називом ДЛКС1008.

### Макуларна дегенерација
За лечење неоваскуларне (влажне) макуларне дегенерације повезане са старењем Бролуцизумаб  се примењује на следећи начин:
- 6 mg (0,05 mL раствора од 120 mg/mL) интравитреалном ињекцијом месечно (~ 25-31 дана) у 3 дозе, потом 6 мг сваких 8-12 недеља.

### Дијабетесни макуларни едем
За лечење дијабетесног макуларног едема  Бролуцизумаб  се примењује на следећи начин:
- 6 mg (0,05 mL раствора од 120 mg/mL) интравитреалном ињекцијом сваких 6 недеља (~39-45 дана) за првих 5 доза, након чега следи 6 mg сваких 8-12 недеља

## Примена
Бролуциумб је доступан као напуњени шприцеви или бочице које садрже раствор за интравитреалну ињекцију (ињекција у стакласто тело ока). Може се добити само на рецепт и мора га дати квалификовани лекар са искуством у давању интравитреалних ињекција.
За лечење влажне дегенерације ретине лек  се убризгава у захваћено око једном месечно, прве три дозе. Након тога, лек треба давати сваких 8 или 12 недеља, у зависности од активности болести.
За лечење смањеног вида услед ДМЕ, лек се даје као ињекција у оболело око, једном у 6 недеља у првих пет доза. Након тога, лек треба давати сваких 8 или 12 недеља, у зависности од активности болести.
Утицај тешког оштећења бубрега или било ког степена оштећења јетре на фармакокинетику бролуцизумаба није познат. Како се не очекује значајно повећање нивоа бролуцизумабу у серуму код интравитреалног начина примене; није потребно прилагођавање дозе на основу статуса оштећења бубрега или јетре
Лечење леком треба прекинути ако пацијент нема користи од њега.

## Контраиндикације
- Очне или периокуларне инфекције

- Активно интраокуларно запаљење.

- Преосетљивост на лек. Реакције преосетљивости могу се манифестовати као осип, свраб, уртикарија, еритем или тешка интраокуларна упала

## Мере опреза
Реакције преосетљивости могу се манифестовати као осип, свраб, уртикарија, еритем или тешка интраокуларна упала
Како су интравитреалне ињекције повезане са ендофталмитисом и одвајањем мрежњаче; неопходно је да лекар упутити пацијента да одмах пријаве све симптоме који указују на ендофталмитис или одвајање мрежњаче
Акутно повећање интраокуларног притиска  примећено је у року од 30 минута од интравитреалне ињекције; такође су пријављени стални порасти ИОП-а; и ИОП и перфузија главе оптичког нерва морају се пратити и управљати на одговарајући начин
Ниска стопа артеријских тромбоемболијских догађаја уочена током клиничких испитивања након интравитреалне употребе инхибитора васкуларног ендотелног фактора раста (ВЕГФ)

#### Васкулитис мрежњаче
- Васкулитис мрежњаче и/или ретинална васкуларна оклузија, обично у присуству интраокуларног запаљења, пријављена је током терапије
- Ретинални васкулитис и/или ретинална васкуларна оклузија, типично у присуству интраокуларне инфламације, су имунолошки посредовани нежељени догађаји повезани са излагањем леку; овај одговор антитела изазван третманом може се развити након прве интравитреалне ињекције
- Имунски посредовани нежељени догађаји могу се јавити након прве интравитреалне ињекције; прекинути лечење код пацијената који развију ове догађаје
- Пацијенти који доживе интраокуларну упалу након третмана могу бити изложени ризику од развоја васкулитиса мрежњаче и/или ретиналне васкуларне оклузије и треба их пажљиво пратити; пацијенте треба упутити да без одлагања пријаве сваку промену вида.

### Трудноћа и лактација
Како не постоје адекватне и добро контролисане студије код трудница засновано на анти-ВЕГФ механизму деловања, претпоставља се да лечење може представљати ризик за развој људског ембрина. У то смислу током трудноће лек се може применити само ако је потенцијална корист већа од потенцијалног ризика за фетус.

## Нежељени ефекти
Нежељени ефекти се могу јавити у 1-10%, као:
- замагљен вид (10%)
- катаракта (7%)
- хеморагија конјуктиве (6%)
- бол у оку (5%)
- интраокуларно запаљење (4%)
- повећан интраокуларни притисак (4%)
- хеморагија у мрежњачи (4%)
- одвајање стакластог тела (4%)
- конјунктивитис (3%)
- пуцање пигментног епитела ретине (3%)
- абразија рожњаче (2%)
- преосетљивост (2%)
- пунктатни кератитис (1%)
- пуцање мрежњаче (1%)
- ендофталмитис (1%)
- слепило (1%)
- оклузија ретиналне артерије (1%)
- аблација мрежњаче (1%)
- хиперемија конјуктиве (1%)
- појалано сузење ока (1%)
- ненормалан осећај у оку (1%)
- одвајање пигментног епитела ретине (1%)